# Sphingonaepiopsis obscurus
Sphingonaepiopsis obscurus là một loài bướm đêm thuộc họ Sphingidae. Nó được tìm thấy ở Madagascar.